# Land of Frost
Land of Frost – demo norweskiej black metalowej grupy Darkthrone. Demo ukazało się w marcu 1988 roku na kasecie magnetofonowej zawiera 5 utworów.

## Lista utworów
| Nr | Tytuł utworu         | Długość |
| -- | -------------------- | ------- |
| 1. | „Land Of Frost”      | 03:57   |
| 2. | „Winds Of Triton”    | 01:53   |
| 3. | „Forest Of Darkness” | 04:32   |
| 4. | „Odyssey Of Freedom” | 03:26   |
| 5. | „Day Of The Dead”    | 05:23   |
|    |                      | 19:11   |

## Twórcy
- Gylve "Fenriz" Nagell - wokal, perkusja
- Dag Nilsen - gitara basowa
- Ivar "Zephyrous" Enger - gitara,
- Anders Risberget[1] - gitara elektryczna (w utworach 2, 3, 5)[2]